# Palácio de Latrão

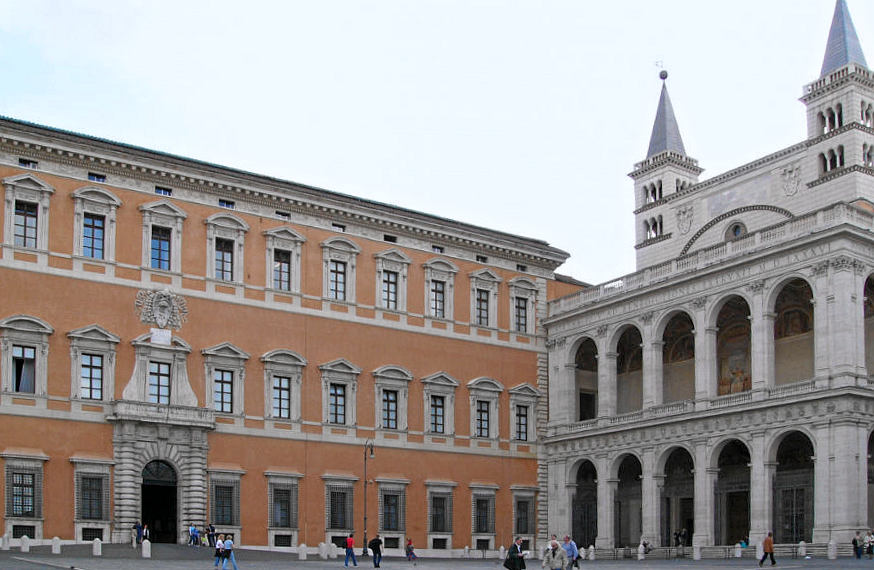
O Palácio e a Basílica de São João de Latrão

O Palácio de Latrão (em latim: Domus Lateranorum; em italiano: Palazzo del Laterano), é um antigo palácio do Império Romano e mais tarde a principal residência papal no sudeste de Roma.
Localizado na Praça São João em Latrão no Monte Célio, o palácio fica ao lado da Arquibasílica de São João de Latrão, a catedral da igreja de Roma. A partir do século IV, o palácio foi a residência principal dos papas, e continuou assim por cerca de mil anos até que a Residência Apostólica finalmente mudou-se para o Vaticano. O palácio agora é usado pelo Museu Histórico do Vaticano, que ilustra a história dos Estados Pontifícios. O palácio também abriga os escritórios do Vicariato de Roma, bem como os apartamentos residenciais do Cardeal Vigário, o delegado do Papa para a administração diária da diocese. Até 1970, o palácio também abrigava importantes coleções do Museu de Latrão, hoje dispersas entre outras partes dos Museus do Vaticano.
Após o Tratado de Latrão de 1929, o palácio e a basílica adjacente são propriedades extraterritoriais da Santa Sé.

## História

### Uso pré-papal
O local onde fica a Basílica de San Giovanni in Laterano foi ocupado durante o início do Império Romano pela domus da família Plautii Laterani. O Laterani serviu como administradores de vários imperadores; diz-se que seu ancestral Lúcio Sexto Latrão foi o primeiro plebeu a atingir o posto de cônsul, em 366 a.C. Um dos Laterani, cônsul designado Plautius Lateranus, ficou famoso por ser acusado por Nero de conspiração contra o imperador. A acusação resultou no confisco e redistribuição de suas propriedades.

### Era Constantiniana
A Domus Laterani passou a ser propriedade do imperador quando Constantino I se casou com sua segunda esposa Fausta, irmã de Maxêncio. Por volta de 312, Constantino arrasou os quartéis imperiais da guarda de cavalos adjacentes ao palácio, que nessa época era conhecido como Domus Faustae ou "Casa de Fausta"; os equites singulares Augusto apoiaram Maxêncio contra Constantino. Ele encomendou a construção da Basílica di San Giovanni in Laterano no local. O Domusfoi finalmente dado ao bispo de Roma por Constantino. A data real do presente é desconhecida, mas os estudiosos acreditam que deve ter sido durante o pontificado do Papa Milcíades, a tempo de hospedar um sínodo de bispos em 313 que foi convocado para desafiar os donatistas.

### Renovações subsequentes

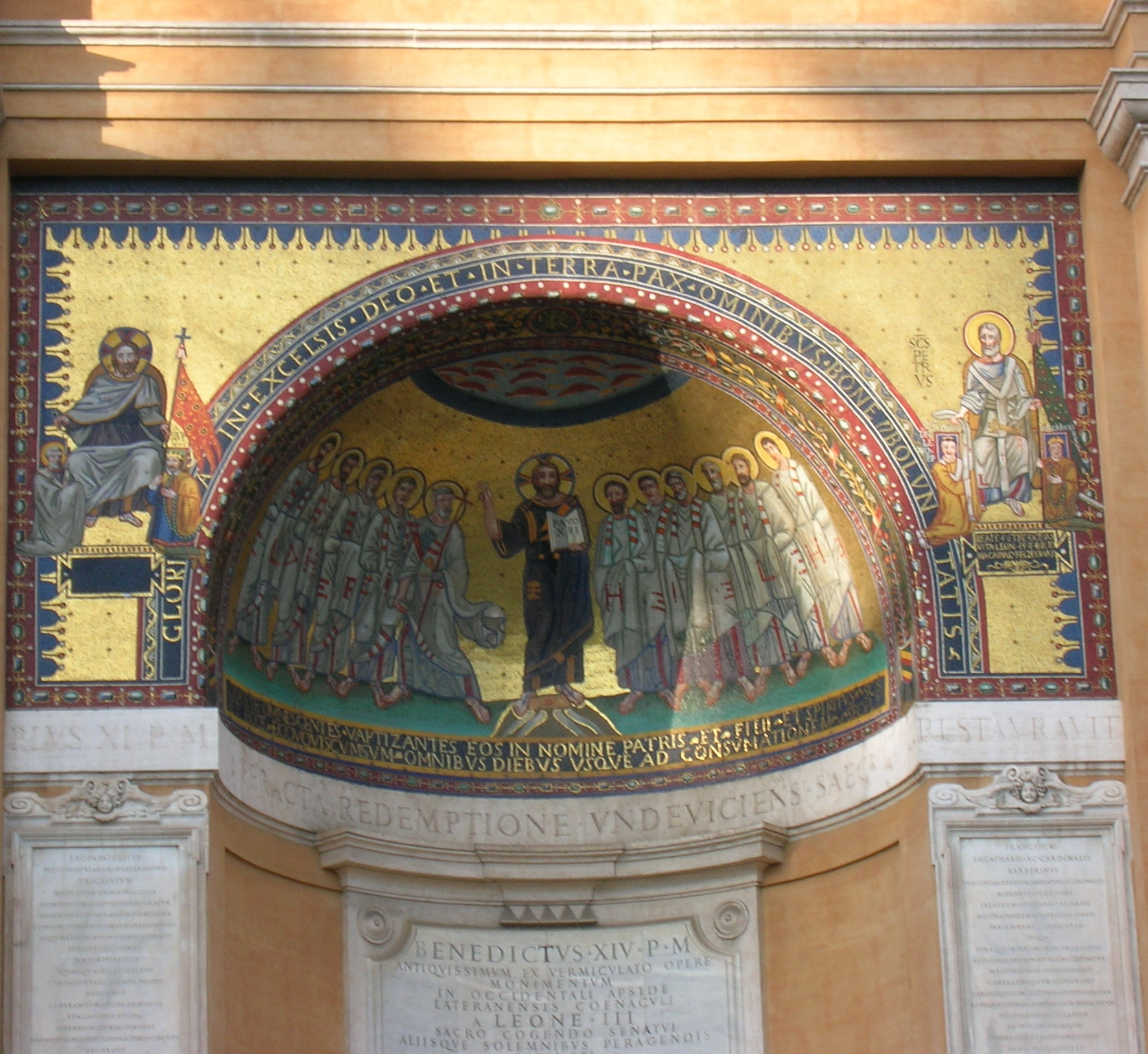
Cópia dos mosaicos bizantinos que ficavam na abside do Triclínio Leoniano, um dos salões principais do antigo palácio de Latrão

À medida que Bizâncio se tornou menos capaz de ajudar a prevenir as incursões lombardas, o papado se tornou mais independente do Império. Antes do início do século VIII, a residência dos bispos de Roma não era chamada de palácio, mas sim de "patriarcado de Latrão". O incentivo para renovar o patriarcado de Latrão como um verdadeiro palácio era criar uma residência imperial a partir da qual o papa pudesse exercer não apenas autoridade espiritual, mas também temporal.
O palácio do papa em Latrão, em Roma, foi amplamente ampliado no final do século VIII pelo Papa Adriano I (772-95) e pelo Papa Leão III (795-816), que construiu um enorme triclínio. Era um dos salões mais famosos do antigo palácio e era o salão de banquetes do estado, revestido de mosaicos. Nada resta disso, mas em 1743 cópias dos mosaicos foram feitas a partir de desenhos e colocadas em uma estrutura especialmente construída em frente ao palácio. A estrutura existente não é antiga, mas uma representação dos mosaicos originais é preservada em um mosaico de três partes: No centro, Cristo dá sua missão aos Apóstolos; à esquerda, ele dá as chaves de São Pedro e o Labarum a Constantino; enquanto à direita São Pedro dá a estola a Leão III e o estandarte a Carlos Magno, uma imagem que representa o dever do rei franco de proteger a Igreja.
O triclinium e a sala del concilio, um salão oblongo com ábside mosaico e cinco nichos ornamentados de cada lado, foram construídos por volta de 800 para servir como o coração do cerimonial papal. Arquitetonicamente, eles eram uma reminiscência dos edifícios imperiais bizantinos em Constantinopla.

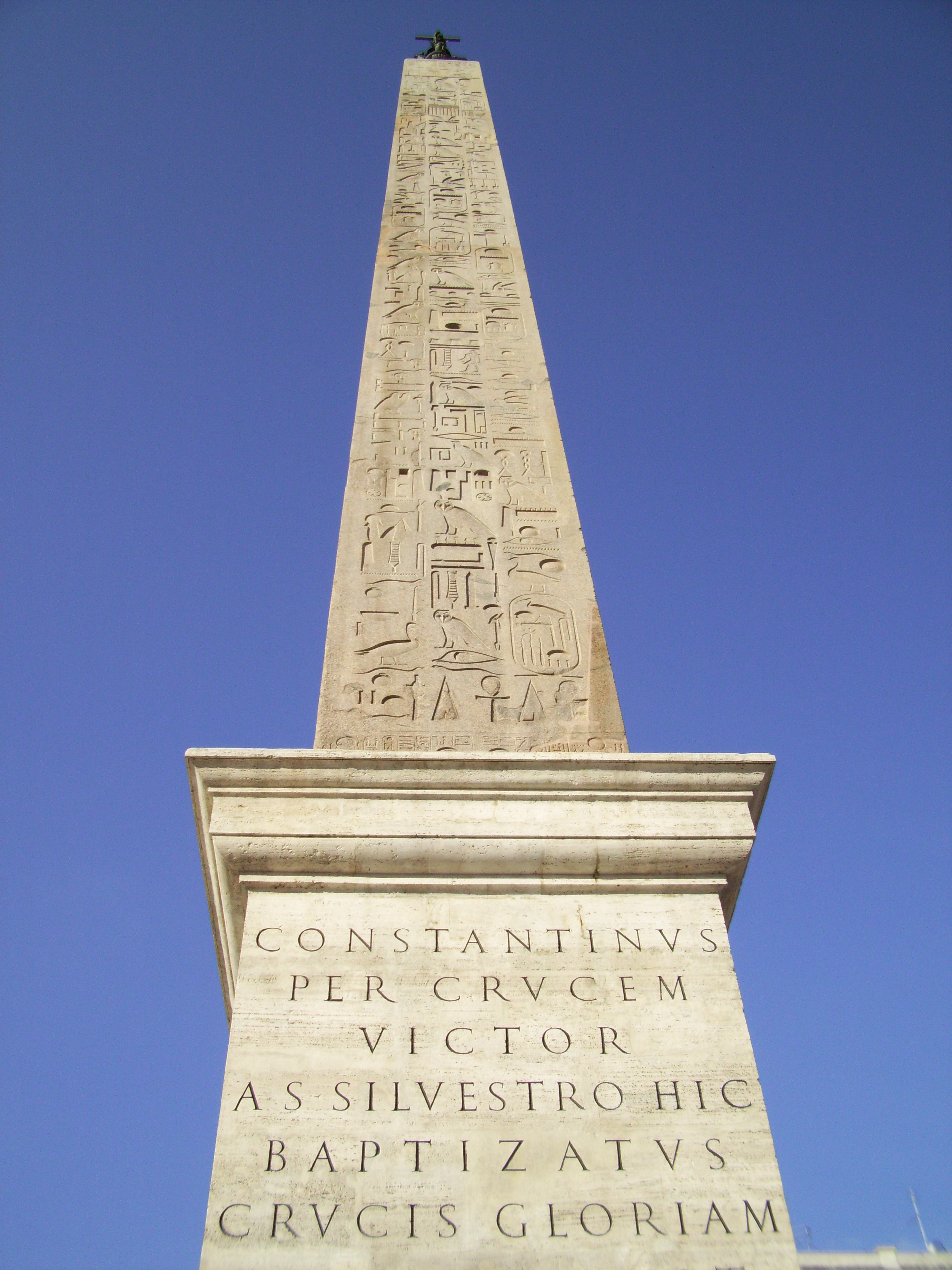
Base do obelisco com citação do Imperador Constantino I

No século X, Sérgio III restaurou o palácio após um desastroso incêndio e, mais tarde, foi muito embelezado por Inocêncio III. Este foi o período de sua maior magnificência, quando Dante fala dele como estando além de todas as conquistas humanas. Nessa época, o centro da praça era ocupado pelo palácio e pela torre da família Annibaldi.
Entre este palácio e a basílica de Latrão ficava a estátua equestre de Marco Aurélio, que na época se acreditava erroneamente representar o imperador cristão Constantino (associação essa que provavelmente explicava sua preservação). Uma cópia da estátua equestre agora está colocada no centro da Praça do Capitólio, enquanto o original foi preservado com segurança para exibição nos Museus Capitolinos.
Em seu lugar, o obelisco de Latrão foi erguido. Originalmente encomendado pelo Faraó Tutemés III da 18ª dinastia, foi concluído por seu neto, Tutemés IV. Com 32,18 m (45,70 m incluindo a base), é o obelisco mais alto de Roma e o maior obelisco egípcio antigo do mundo, pesando mais de 230 toneladas. Após a anexação do Egito ao Império, ele foi retirado do templo de Amom em Carnaque e levado para Alexandria com outro obelisco por Constâncio II. De lá, foi trazido sozinho para Roma em 357 para decorar a espinha do Circo Máximo. A dedicação na base, porém, dá glória a Constantino I, não ao filho que a trouxe para Roma.
oda a fachada do palácio foi ocupada com a Aula Concilii ("Sala do Conselho"), uma magnífica sala com onze absides, na qual se realizaram os vários Concílios de Latrão durante o período medieval. Os aposentos privados dos papas neste palácio situavam-se entre o triclínio e as muralhas da cidade.

### Papado de Avinhão

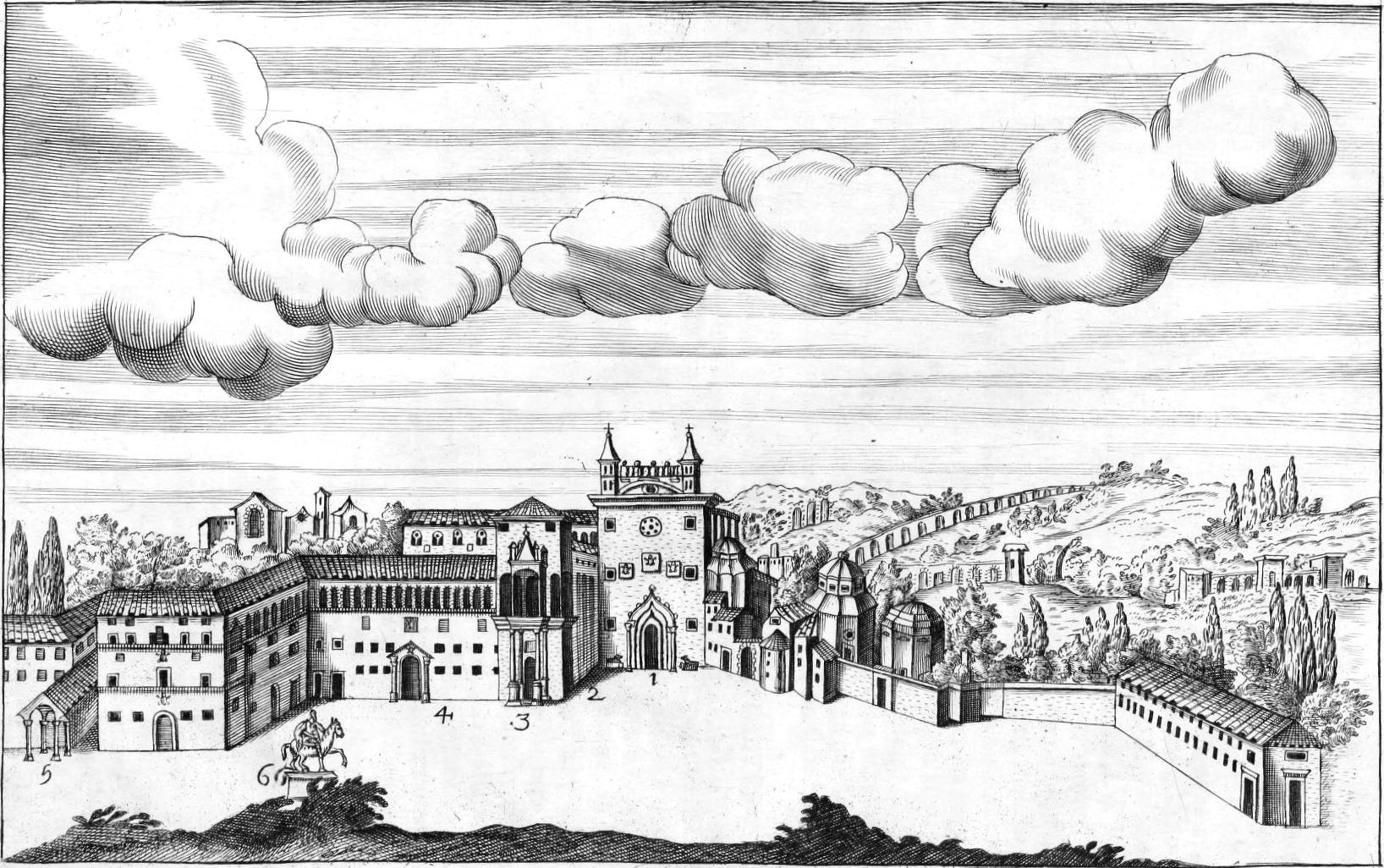
O Latrão na época medieval, de uma gravura do século XVII de Giovanni Giustino Ciampini

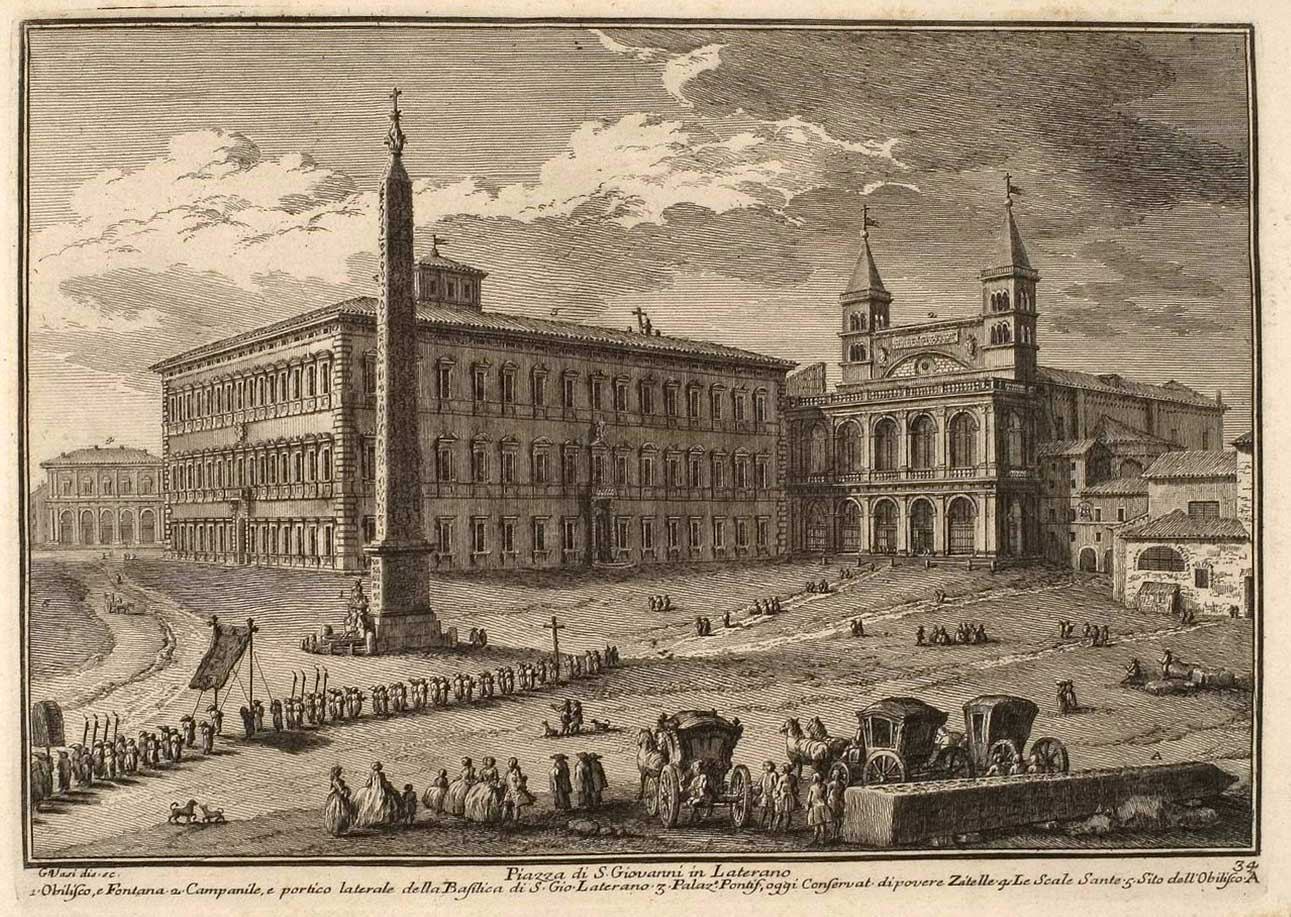
O Latrão após sua reconstrução, a partir de uma gravura do século XVIII de Giuseppe Vasi

A queda do palácio desta posição de glória foi o resultado da partida dos papas de Roma durante o papado de Avinhão.
Dois incêndios destrutivos, em 1307 e 1361, causaram danos irreparáveis e, embora vastas somas tenham sido enviadas de Avinhão para a reconstrução, o palácio nunca mais atingiu seu antigo esplendor. O palácio tinha elementos arquitetônicos góticos neste ponto. Quando os papas voltaram a Roma, residiram primeiro na Basilica di Santa Maria in Trastevere, depois na Basilica di Santa Maria Maggiore e, por último, fixaram sua residência no Vaticano. A Basílica de São Pedro, também construída por Constantino, servia até então principalmente como igreja de peregrinação. Sisto V, mais preocupado com o planejamento urbano racionalizado do que com a preservação de antiguidades, destruiu o que ainda restava do antigo palácio de Latrão em 1586 preservando apenas o Sancta Sanctorum, e ergueu o atual edifício muito menor em seu lugar, projetado por seu arquiteto favorito Domenico Fontana.

### Alterações do século XVI
O arquitecto que contratou, imediatamente após a sua eleição, foi Domenico Fontana, que na mesma altura estava a fazer alterações na basílica. O estilo forte e contido de Fontana foi influenciado por Giacomo Vignola e inspirado no Palazzo Farnese por sua fachada principal regular e harmoniosa, embora um tanto branda. A sólida base de engenharia de Fontana e o poder de coordenar um complicado programa arquitetônico em um local muito restrito, que Sisto incentivou a avançar em alta velocidade, foram considerados notáveis. 
Um aviso em 29 de agosto de 1589 anunciava que a obra havia sido concluída: "Um grande palácio na Praça de Latrão foi concluído por Sisto V." Fontana reaplicou os motivos do Palácio de Latrão na parte do Palácio do Vaticano que continha os atuais aposentos papais, que ele assumiu mais tarde, e em suas adições ao Palácio do Quirinal. A frente leste foi terminada por Clemente XII, que a superou com seu brasão em 1735.
Das antigas construções de Latrão, três monumentos sobrevivem, dois dos quais estão localizados em um edifício construído por Domenico Fontana em 1589 em frente à Basílica de Latrão. Esses monumentos são a Scala Santa e a Capela do Sancta Sanctorum.

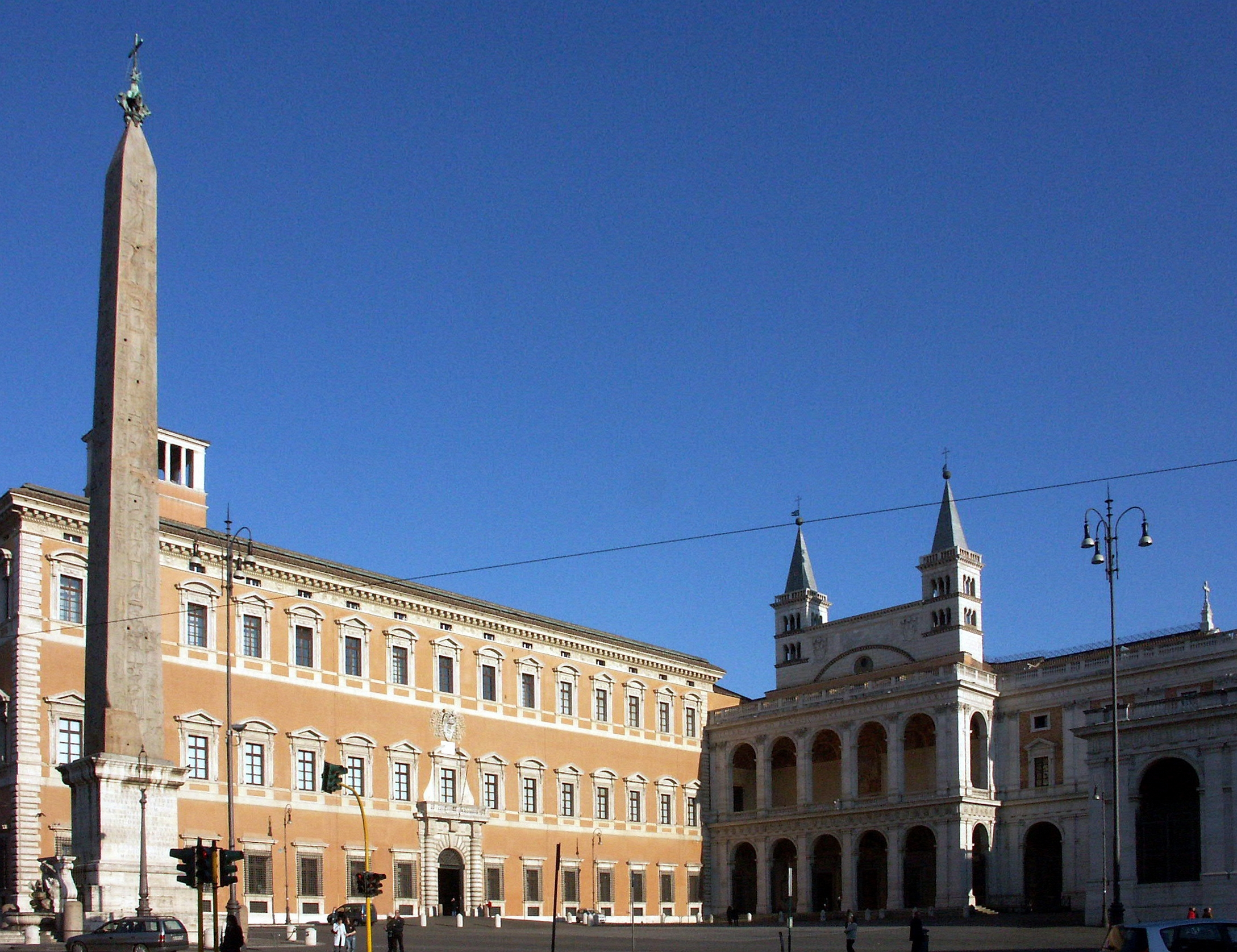
Praça de São João de Latrão com o Palácio de Latrão (à esquerda) e a Basílica de São João de Latrão (à direita) e o Obelisco de em frente

## Uso moderno
O Latrão permaneceu em um ambiente suburbano, rodeado por jardins e vinhedos, até o crescimento da Roma moderna no final do século XIX. Seu local foi considerado insalubre nos verões da malária em Roma, no entanto. No final do século XVII, Inocêncio XII localizou, em uma parte dele, um hospício para órfãos que iam trabalhar em uma pequena fábrica de seda. No século XIX, Gregório XVI e Pio IX fundaram no Latrão um museu de arte sacra e cultura pagã para transbordar das galerias do Vaticano.
Em 1925, Pio XI estabeleceu um museu etnográfico dedicado aos artefatos enviados pelos missionários. Em 11 de fevereiro de 1929, aqui foi assinado o Tratado de Latrão, que regulamenta finalmente as relações entre a Santa Sé e o Estado italiano. Estabeleceu que tanto a basílica como o Palácio de Latrão eram propriedades extraterritoriais da Santa Sé, gozando de privilégios semelhantes aos de embaixadas estrangeiras em solo italiano. 
Durante a Segunda Guerra Mundial, o Latrão e seus edifícios relacionados forneceram um refúgio seguro dos nazistas e fascistas italianos para muitos judeus e outros refugiados. Entre os que encontraram abrigo estavam Alcide De Gasperi, Pietro Nenni, Ivanoe Bonomi e outros. As Filhas da Caridade de São Vicente de Paulo e os sessenta órfãos de quem cuidavam foram obrigados a deixar seu convento na Via Carlo Emanuele. As Irmãs de Maria Bambina, que trabalhavam na cozinha do Pontifício Seminário Romano Maior de Latrão, ofereceram uma ala de seu convento. O local também abrigou soldados italianos. 
Os padres Vincenzo Fagiolo e Pietro Palazzini, vice-reitor do seminário, foram reconhecidos pelo Yad Vashem por seus esforços em ajudar os judeus.

### Sede do Vicariato de Roma
O Papa João XXIII devolveu ao palácio algumas funções pastorais fixando aqui a sede do vicariato e os escritórios da Diocese de Roma. O mesmo papa removeu as coleções do Museu de Latrão para o Vaticano. O Palácio de Latrão agora também é ocupado pelo Museu Storico Vaticano, que ilustra a história dos Estados Pontifícios. Foi transferido para o palácio em 1987 e aberto ao público em 1991.
Em 27 de julho de 1992, a explosão de uma bomba devastou a fachada do Vicariato de Roma na Basílica de São João de Latrão. O ataque é amplamente considerado como obra da Máfia italiana, um alerta contra as frequentes declarações antimáfia do Papa João Paulo II. Os reparos foram concluídos em janeiro de 1996.
Quanto às atuais funções pastorais do palácio, hoje abriga os escritórios do Vicariato de Roma, bem como os aposentos do Cardeal Vigário Geral de Sua Santidade para a Diocese de Roma.
Os turistas podem visitar os apartamentos papais, geralmente pela manhã.